# 石の百年館
石の百年館（いしのひゃくねんかん）は、茨城県笠間市にある稲田石の博物館である。

## 歴史
2014年（平成26年）3月30日に開館した。

## 展示
館内には世界中の花崗岩に関する展示の他、稲田石の特徴や歴史についての展示がなされている。

## 稲田石
当館において扱う稲田石は「白い貴婦人」とも称される花崗岩を主体とした石材であり、約6000万年前に海底深くでマグマがゆっくり固結した比較的新しいものである。稲田石は様々な場所で使用されており、東京駅や国会議事堂などでも使用されている。
稲田石は黒雲母花崗岩がほとんどで、粒状で淡灰色の石英や純白色の長石が1/6程度含まれる白色の花崗岩である。江戸時代にはすでに利用されており、明治中期から商品として広まった。当時石材業の先進地であった小豆島出身の石工たちが稲田に移住して本格的な採掘が始まり、1887年（明治20年）には水戸鉄道線路敷設工事に日本鉄道から多量の受注を受けた。東京に近いことから都内の多くの建造物に使われ、1897年（明治30年）から石材業が本格化、稲田は一躍「石の町」へと変貌した。戦後も日本経済の好調による建設ブームとともに受注は増え続け、オイルショック以降は墓石の大量注文を受けた。